# Oum er Rebia

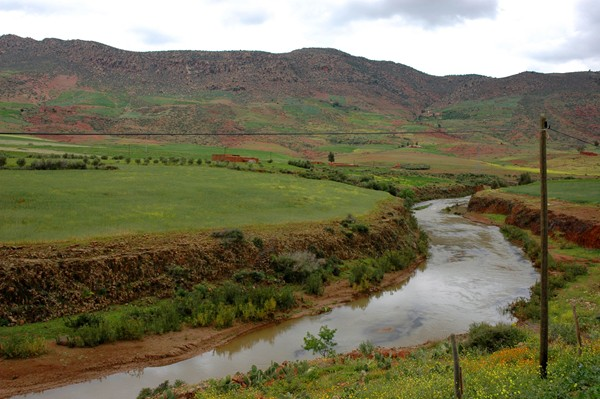
L'Oum Er-Rbia a prop de Khenifra.

Oum er Rebia, Oum Er-Rbia, Oum Errabiaa o Oum Er R'bia (àrab: أُمُّ الرَّبِيعِ, Umm ar-Rabīʿ) és un riu marroquí que neix a l'Atles mitjà, a 40 km de la ciutat de Khenifra i a 26 km de la ciutat de M'rirt. Té una longitud de 555 km i un cabal mitjà d'aigua de 105 m3/s. Desemboca a l'oceà Atlàntic, a Azemmour (regió d'Abda-Doukkala). És un riu amb aigua tot l'any, i el de més cabal del Marroc.
El riu Oum Er-Rbia és el segon riu més gran del Marroc després del riu Sebou, té sis preses, la més important de les quals és la presa d'Al Massira. Els seus afluents més importants són el riu El-Abid, el riu Tessaoute i el riu Lakhdar.